# Pierre Kalfon (producteur)
Pour les articles homonymes, voir Pierre Kalfon et Kalfon.
Pierre Kalfon est un réalisateur et producteur de cinéma français.

## Filmographie

### Producteur
- 1963 : Dragées au poivre
- 1964 : Aimez-vous les femmes ?
- 1965 : Dis-moi qui tuer
- 1967 : Cinq Gars pour Singapour
- 1968 : Adélaïde
- 1969 : Médée
- 1970 : Palais des anges érotiques et des plaisirs secrets
- 1970 : OSS 117 prend des vacances
- 1971 : Les vieux loups bénissent la mort
- 1972 : Hold-Up à Sun Valley
- 1984 : Retenez-moi... ou je fais un malheur !
- 1994 : Barnabo des montagnes (Barnabo delle montagne)
- 1997 : The Blackout
- 1998 : Cursus fatal
- 2001 : Christmas
- 2004 : Big Kiss
- 2008 : Sex and the USA

### Réalisateur
- 1970 : OSS 117 prend des vacances
- 1971 : Les vieux loups bénissent la mort
- 1972 : La Cravache
- 1973 : Le Feu aux lèvres
- 1975 : Le Triangle écorché
- 1976 : Histoires peu ordinaires (série TV)